# Boot Camp Clik
Boot Camp Clic er fællesbetegnelsen for grupperne Black Moon, Smif'n'Wessun (Tek'n'Steele), OGC og Heltah Skeltah, der hver især markerede sig op igennem 90'erne med nogle meget stærke albums fra gadens mørke afkroge – ofte med hjælp fra producerteamet The Beatminerz.
Black Moon (Buckshot, 5Ft og Evil Dee) brød igennem med et brag i 1993, hvor de udsendte klassikeren Enta Da Stage, der bl.a. bød på numre som Who Got the Props og How Many MC's, der de sidste mange år har fyldt dansegulvene på klubberne. Gruppen har til dels holdt niveauet op igennem 90'erne og har indtil videre udgivet fire albums. Senest War Zone fra 2003. Frontrapperen Buckshot udsendte i 2005 albummet Chemistry sammen med Little Brother- og Murs-produceren 9th Wonder.
Rapperne Tek og Steele er kendt under gruppenavnene Smif'n'Wessun, Tek'n'Steele og Cocoa Brovaz. Under navnet Smif'n'Wessun udsendte de i 1995 albummet 'Dah Shinin', der bl.a bød på Boot Camp-slagsangen 'Bucktown'. Gruppen fik juridiske problemer med gruppenavnet, og efter årelange retssager mod geværfabrikanten Smith'n'Wessun måtte de ændre navn til Cocoa Brovas. Under dette navn udsendte de 'The Rude Awakening' i 1998. I løbet af 2005 udsendte Tek og Steele albummet 'Reloaded' under navnet Smif'n'Wessun.
Heltah Skeltah består af Rock og Sean Price. De udsendte det roste album Nocturnal i 1996, der siden hen er blevet fulgt af to albums. Sean Price vendte tilbage med et brag i 2005, hvor han udsendte albummet Monkey Barz, der for alvor fik hovederne til at rocke i hiphopmiljøet.
OGC (Originoo Gun Clappaz) har udsendt et par albums, men står dog som de mindste profiler i Boot Camp Click.
Som samlet gruppe har Boot Camp Click senest udsendt The Last Stand i 2006, hvor hele kollektivet var samlet.

## Diskografi

### Albums
- 1993: Black Moon: Enta Da Stage
- 1995: Smif 'n' Wessun
- 1996: Heltah Skeltah: Nocturnal
- 2002: Boot Camp Clik: Chosen Few
- 2003: Black Moon: War Zone
- 2005: Smif'n'Wessun: Reloaded
- 2005: Sean Price: Monkey Barz
- 2006: The Last Stand